# Valērijs Žuravļovs
Valērijs Žuravļovs, de vegades citat com a Valerij Zhuravliov (rus: Валерий Иванович Журавлёв; Moscou, 11 de desembre de 1938) és un jugador d'escacs letó que té el títol de Mestre Internacional des de 1963.
Viu a prop de Rēzekne i encara actualment participa en competicions letones per equips.

## Resultats destacats en competició
Žuravļovs va guanyar tres cops el campionat de Letònia, els anys 1980, 1992, i 1994. El 1968 va compartir el primer lloc amb Jānis Klovāns però va perdre-hi el matx addicional, i fou segon dos cops (1984, i 1988).
El 1967 Žuravļovs va guanyar el campionat del "Dinamo" a Sotxi i fou vuitè al 35è Campionat d'escacs de la Unió Soviètica a Kharkov.
Els anys 70 Žuravļovs va viure a Kaliningrad. El 1972 compartí el primer lloc al Campionat de l'Exèrcit Soviètic (amb Semyon Furman), al Campionat de les Forces Armades (amb Jānis Klovāns), i el 1977 va guanyar el campionat de la RSFS de Rússia a Volgograd (compartint el primer lloc amb Lev Psakhis). El 1977 va participar en el Memorial Mikhaïl Txigorin a Sotxi.

### Participació en competicions per equips
Va jugar, representant Letònia, al Campionat soviètic per equips el 1962 i el 1969, i per l'equip letó "Riga Chess & Draughts Club" a la Copa Soviètica per Equips el 1990.
Va participar també representant Letònia a les olimpíades d'escacs:
- El 1994, al primer tauler suplent a la 31a Olimpíada a Moscou (+2 −1 =2).

Žuravļovs va representar Letònia també al campionat d'Europa per equips:
- El 1992, al tercer tauler a Debrecen (+2 −2 =4).